# Grafiker

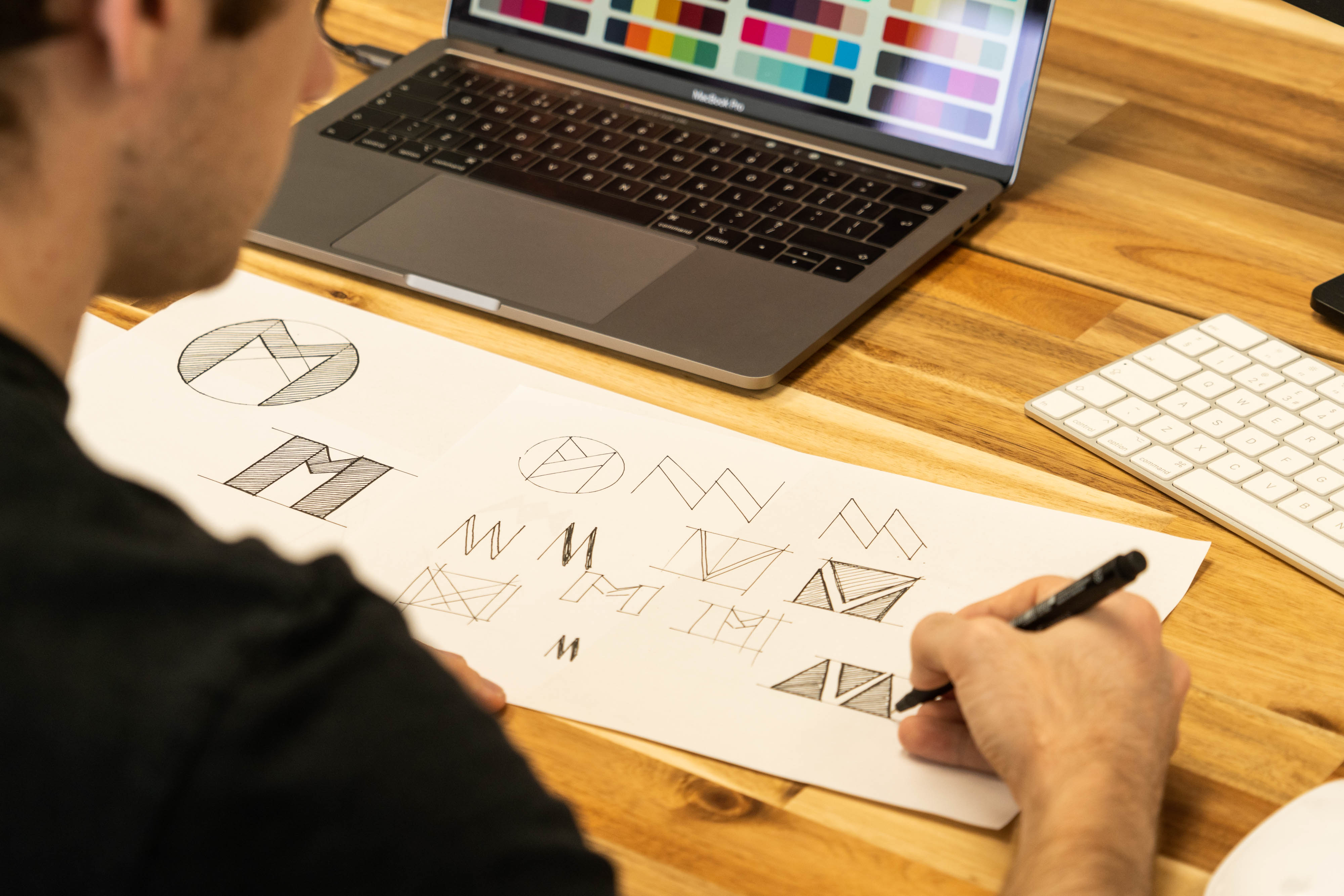
Grafiker beim Entwerfen eines Logos

Ein Grafiker (altgriechisch γραφική [τέχνη] graphiké [téchne], deutsch ‚die Kunst zu schreiben, zu zeichnen, zu malen‘) ist ein bildender oder angewandter Künstler, der von Hand oder mittels Druckverfahren Grafiken fertigt.
Der Begriff Grafiker bezieht sich auf Anwendungsbereiche innerhalb der Angewandten Kunst und der Bildenden Kunst. Ein Grafiker, der überwiegend mit Mitteln der künstlerischen Grafik von Hand arbeitet (Handzeichnung, Radierung, Holzschnitt etc.) und dessen Werke eher in relativ kleiner Auflage (oft einzeln handsigniert und nummeriert) oder als Unikat erscheinen, wird meist der Bildenden Kunst zugerechnet. Grafiker, die vorwiegend mit dem Computer gestaltend an Text- und Bildmaterial in Kombination arbeiten und deren Werke, zumeist kommerziellen Zwecken dienend, in der Regel in verhältnismäßig großer Auflage erscheinen, sind der Gebrauchskunst, also der sogenannten Angewandten Kunst, zuzuordnen. Im Zuge medialer Entwicklungen und der Ausweitung des Kunst-Begriffes wurden seit Ende des 20. Jahrhunderts die Übergänge zwischen beiden Grafiker-Gruppen fließend.

## Entstehung
Die Ursprünge des Grafikerberufes (im Sinne der heutigen Angewandten Kunst) liegen zeitlich am Ende der Renaissance. Mit der Entwicklung des Buchdrucks gerieten handwerklich intensive Tätigkeiten wie Buchmalerei und Kalligrafie in den Hintergrund. Schnell wurde die Notwendigkeit der Gestaltung des gedruckten Schriftbildes und einer der Drucktechnik angepassten Zusammenstellung von Schrift und Bild erkannt. Die direkten Vorläufer der Grafiker waren deshalb auch die Schriftsetzer. Diese entwarfen häufig das Layout und machten somit gestalterische Entwürfe und Vorgaben für ein harmonisches Zusammenspiel von Satzspiegel, Typografie und Bildern. Bestimmte grafische Arbeiten wie das Entwerfen von Firmenzeichen bzw. Signets bis hin zur Anfertigung von Schriftschnitten oder Klischees wurden ebenfalls von Schriftsetzern ausgeführt.

## Weiterentwicklung
Mit der Entstehung der Konsumindustrie und der Lithografie als industrielle Drucktechnik (Vorläufer des heutigen Offsetdruckes) entwickelte sich gegen Ende des 19. Jahrhunderts eine spezielle Form des Grafikers, der Werbegrafiker, der zunächst unter dem Begriff Plakatmaler bekannt war. Im weiteren Verlauf der technischen Entwicklung bildete sich der Berufszweig der so genannten Gebrauchsgrafiker heraus, die vornehmlich in und für Druckereien arbeiteten.
Später entstanden daraus Buchverlage und Werbeagenturen, die sich vor allem der Buch- und Werbegestaltung verschrieben und Gebrauchsgrafik erzeugten. Dadurch wandelte sich der Beruf des Grafikers erneut. Klassischerweise waren viele Grafiker bis in die 1950er Jahre auch freie Künstler (Maler, Illustratoren, Zeichner), welche ihre Schüler, die späteren Grafiker, in den eigenen Ateliers ausbildeten. Auch eine vorher absolvierte Ausbildung zum Schriftsetzer oder Buchdrucker in Form einer Lehre oder eines Berufspraktikums war üblich.
Die Entwicklung ging weiter zum Grafikdesigner, der den Gebrauchsgrafiker alter Schule ablöste. Heute wird teilweise auch der Begriff Kommunikationsdesigner verwendet. Dieser Wandel zeigt sich auch im Namen des Berufsverbandes BDG, der 1919 als Bund der Deutschen Gebrauchsgrafiker gegründet wurde und sich ab 1968 Bund Deutscher Grafik-Designer nannte. 2009 änderte der BDG seinen Namen in Berufsverband der deutschen Kommunikationsdesigner und 2022 in Berufsverband Kommunikationsdesign.
Im professionellen Bereich wird heute fast ausschließlich am Computer gearbeitet.

## Ausbildung
Das Fach Grafikdesign wird an verschiedenen Hochschulen als Diplom bzw. Diplom (FH) – Studiengang oder als Bachelor- oder Master-Studiengang angeboten. Die Bezeichnung „Designer“ ist allerdings im Gegensatz zu akademischen bzw. Hochschulgraden wie Diplom-Designer oder Diplom-Designer (FH) o. Ä. gesetzlich nicht geschützt.
Die Berufsausbildung als „Designer“ wird von einer Vielzahl öffentlicher und privater Schulen angeboten – viele davon auch im grafischen Bereich, weshalb diese Absolventen sich oftmals auch als Grafiker verstehen. Die Ausbildung ist nicht einheitlich und dauert in der Regel 3 Jahre.
In der Schweiz kann die Berufsausbildung sowohl in Werbeagenturen als auch in Grafikateliers als Berufslehre oder in Grafikfachklassen an Schulen für Gestaltung (z. B. Fachklasse Grafik Luzern) gemacht werden (sog. duales Ausbildungsmodell). Die Ausbildung dauert 4 Jahre und endet mit dem Erlangen des Eidgenössischen Fähigkeits-Zeugnis EFZ als Grafikdesigner (staatlich geschützter Titel).
Der Grafikdesigner wird heute auch Kommunikationsdesigner genannt und steht sowohl mit seinen Kunden als auch mit den ausführenden Druckereien oder Werbemittelherstellern in engem Kontakt.
Die Techniken der künstlerischen Grafik wie Lithografie, Radierung oder Siebdruck können an den meisten Hochschulen für bildende Kunst in speziell eingerichteten Werkstätten neben dem allgemeinen Studium erlernt werden.

### Tätigkeitsfelder
- Konzeption und Gestaltung von Printprodukten (Flyer, Plakate, Broschüren, Kataloge u. a.), aber auch monitorbasierte Online- und Offline-Designs sowie andere multimediale Werbe-, Lehr- und Anschauungsmittel
- Entwurf
- Layout
- Drucksatz
- Typografie
- Illustration (meist digital)
- Bildbearbeitung (digitale Fotoretusche, Fotomontage etc.)
- Druckvorstufe (auch Andruck- bzw. Drucküberwachung)
- Webdesign
- Screendesign
- Animation

### Arbeitsgebiete
- Corporate Design
- Fotodesign bzw. Fotografie
- Kommunikationsdesign
- Rastersysteme
- Signaletik
- Verpackungsdesign

Im klassischen Bereich (meist von Hand):
- Holzschnitt, Radierung, Lithografie u. a. künstlerische Druckverfahren
- Illustration (Buch- und Presse-Illustration)
- Künstlerisches Zeichnen (freie Galeriekunst)

## Verbände
- Allianz deutscher Designer
- Art Directors Club
- Berufsverband der Deutschen Kommunikationsdesigner
- Berufsverband der Swiss Graphic Designers[1]
- designaustria – Österreichs Wissens- und Informationszentrum für Design[2], Berufs- und Interessensvertretung
- Schweizer Grafiker Verband[3]

## Zeitschriften
- Designers Digest[4]
- ndion[5]
- form: Zeitschrift für Gestaltung[6]
- Graphis.com[7]
- novum
- PAGE